# Kirsten Lühmann

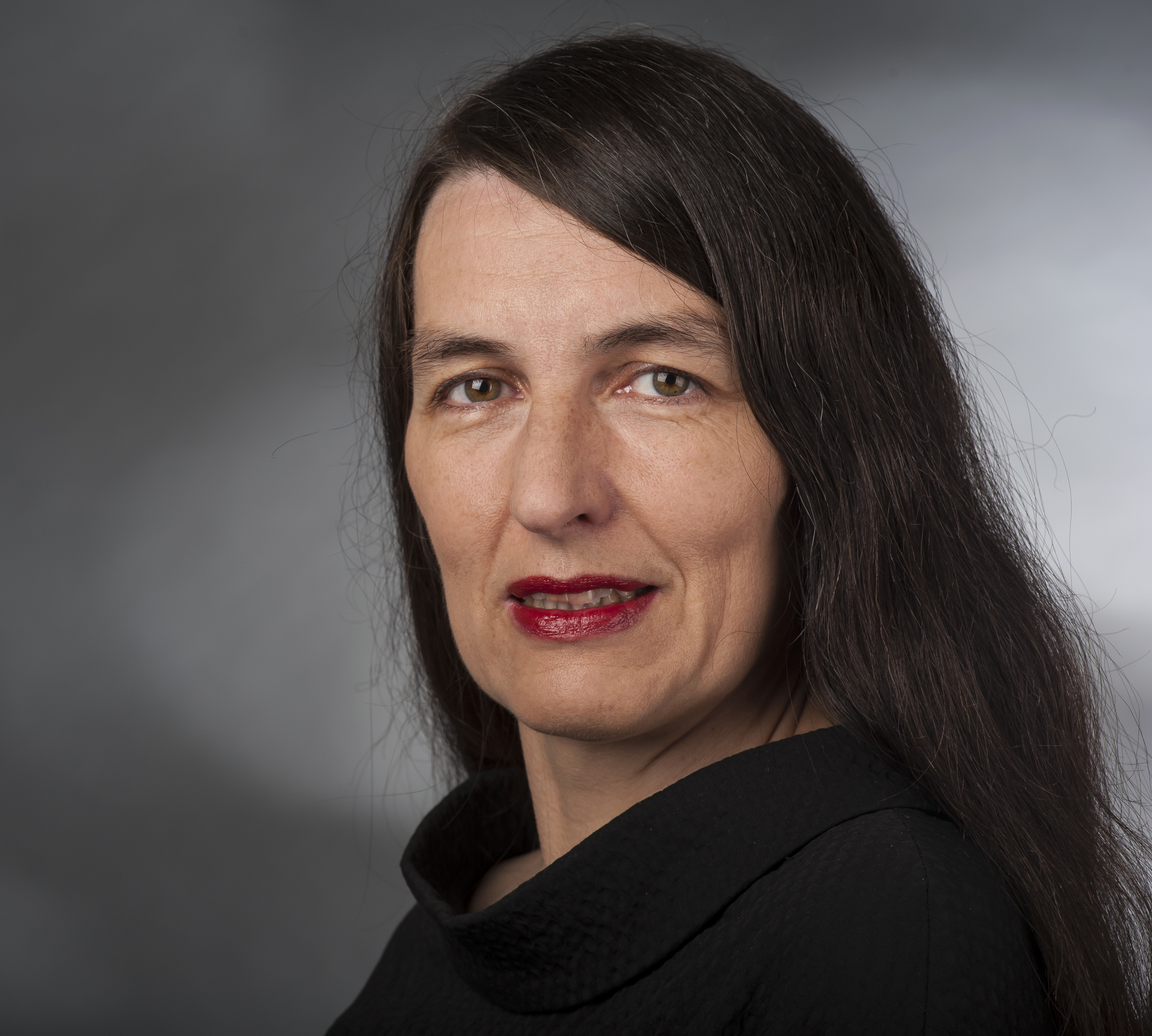
Kirsten Lühmann (2014)

Kirsten Lühmann (* 28. April 1964 in Oldenburg (Oldenburg)) ist eine deutsche Politikerin (SPD) und Polizeibeamtin. Sie ist stellvertretende Bundesvorsitzende des DBB Beamtenbund und Tarifunion. Von 2009 bis 2021 war sie Bundestagsabgeordnete und von Januar 2014 bis Oktober 2021 Sprecherin der Arbeitsgruppe Verkehr und digitale Infrastruktur der SPD-Bundestagsfraktion.

## Leben
Kirsten Lühmann lebt in Hermannsburg im Landkreis Celle. Im Jahr 1983 legte sie ihr Abitur in Wildeshausen ab und trat als eine der ersten Schutzpolizistinnen bei der Polizei Niedersachsen ihren Dienst an. In den Jahren 1999 bis 2002 absolvierte sie ihr Studium zum Aufstieg in den gehobenen Polizeidienst. Mittlerweile ist sie Polizeioberkommissarin.
Sie ist seit 1988 verheiratet, hat drei Töchter und sechs Enkelkinder. Lühmann ist evangelischer Konfession.

### Politik
Kirsten Lühmann ist stellvertretende Vorsitzende des SPD-Unterbezirks Celle, stellvertretende Vorsitzende der SPD-Fraktion im Kreistag des Landkreises Celle. Sie kandidierte bei der Bundestagswahl 2009 im Bundestagswahlkreis Celle – Uelzen als Nachfolgerin von Peter Struck (1943–2012), der nach 29-jähriger Bundestagszugehörigkeit nicht mehr zur Wiederwahl antrat. Mit 32,3 % der Erststimmen verfehlte sie 2009 das Direktmandat und zog über die Landesliste erstmals in den Deutschen Bundestag ein. Nach den Bundestagswahlen 2013 und 2017 kam sie erneut über die Landesliste als Bundestagsabgeordnete in den Deutschen Bundestag. Ihre Themenschwerpunkte als Abgeordnete waren die Verkehrspolitik und die Kommunalpolitik.
Lühmann gehörte seit dessen Gründung im Juli 2016 dem Untersuchungsausschuss zum VW-Abgasskandal an.
Lühmann war Mitglied im Ausschuss für Verkehr und digitale Infrastruktur und Obfrau für diesen Ausschuss.
Von Januar 2014 bis Oktober 2021 war sie Sprecherin für die Arbeitsgruppe Verkehr und digitale Infrastruktur der SPD-Bundestagsfraktion. Ferner war sie Mitglied im Unterausschuss Kommunales. Lühmann war darüber hinaus stellvertretendes Mitglied des Innenausschusses und des Gemeinsamen Ausschusses. Sie war Vorsitzende des Vereins Berliner Republik e. V. und stellvertretendes Mitglied im Beirat für Fragen des Zugangs zur Eisenbahninfrastruktur.
Von Juli 2014 bis Juni 2022 war Lühmann Mitglied im Aufsichtsrat der Deutsche Bahn AG.
Vom 12. Dezember 2019 bis Oktober 2021 war Lühmann Mitglied der Deutsch-Französischen Parlamentarischen Versammlung. Sie war Obfrau der SPD im Untersuchungsausschuss zur PkW-Maut, der im Dezember 2019 zum ersten Mal tagte.
Sie kündigte im August 2020 an, bei der Wahl zum 20. Deutschen Bundestag nicht erneut kandidieren zu wollen.
Lühmann ist seit dem 1. November 2021 Mitglied des Gemeinderats der Gemeinde Südheide.

### Gewerkschaft
Seit dem Jahr 1983 ist Kirsten Lühmann Mitglied der Deutschen Polizeigewerkschaft (DPolG). Zudem ist sie seit 2007 stellvertretende Bundesvorsitzende des DBB Beamtenbund und Tarifunion. Sie vertritt den dbb im Vorstand des Netzwerks Europäische Bewegung Deutschland. Ebenfalls gehört sie der Europäischen Union unabhängiger Gewerkschaften (CESI) an, wo sie seit 2005 Vorsitzende der Fachkommission Rechte der Frau und Gleichstellung der Geschlechter (FEMM) ist. Zudem ist sie Mitglied der Fachkommission Beschäftigung und Soziale Angelegenheiten (SOC). Als Mitglied des Förderkreises der Stiftung der Deutschen Polizeigewerkschaft engagiert sich Kirsten Lühmann auch außerhalb der Politik für soziale Zwecke und die Rechte der Arbeitnehmerinnen und Arbeitnehmer.

## Mitgliedschaften
Kirsten Lühmann ist Mitglied der Europa-Union Deutschland, im Volksbund Deutsche Kriegsgräberfürsorge, in der Arbeiterwohlfahrt (AWO) sowie im Verband der Reservisten der Deutschen Bundeswehr e. V. Darüber hinaus hält sie eine Mitgliedschaft im Zukunftsforum Öffentliche Sicherheit e. V. und im Verein Gegen Vergessen – Für Demokratie e. V. Kirsten Lühmann ist zudem Mitglied in zahlreichen weiteren Verbänden und Vereinen.